# Stevning
Stevning is een plaats in de Deense regio Zuid-Denemarken, gemeente Sønderborg, en telt 481 inwoners (2008).

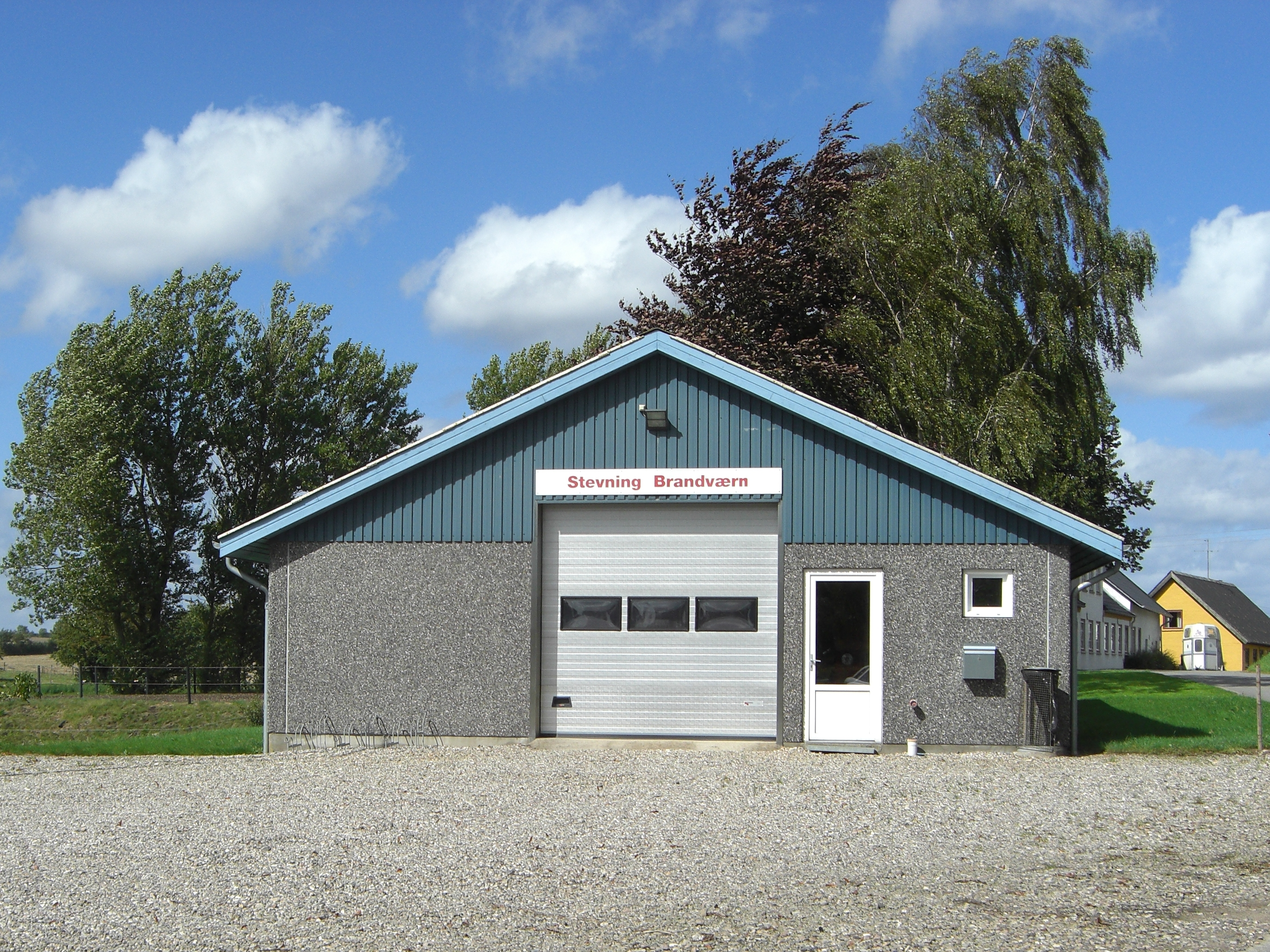
Brandweerkazerne van Stevning
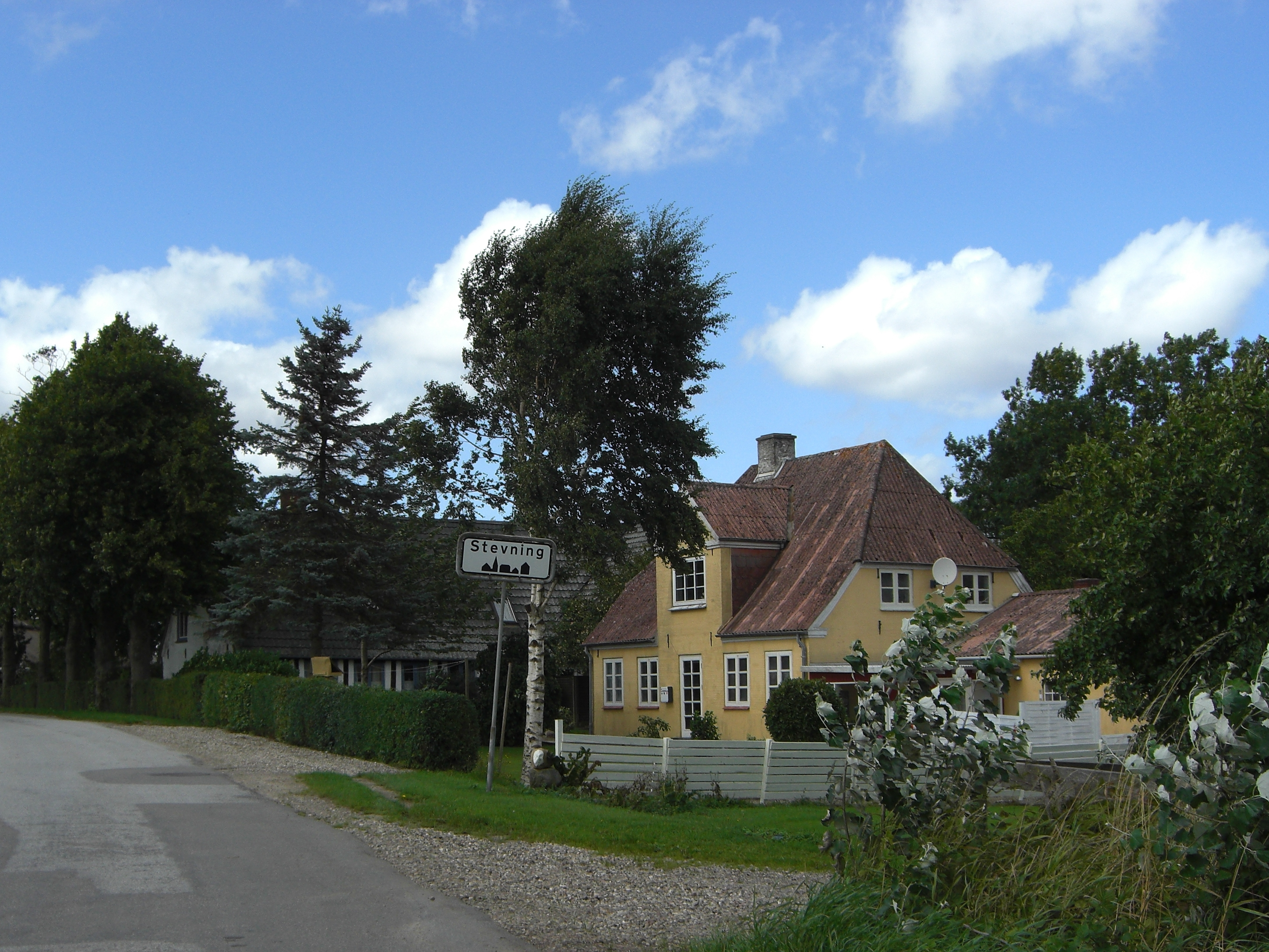
Stevning